# Bareilles
Bareilles település Franciaországban, Hautes-Pyrénées megyében. Lakosainak száma 39 fő (2022. január 1.). Bareilles Jézeau, Bourg-d’Oueil, Bordères-Louron, Cazaux-Debat, Ferrère és Ris községekkel határos.

## Népesség
A település népességének változása:
| Lakosok száma | 60   | 59   | 50   | 46   | 47   | 48   | 49   | 46   | 42   | 39   |
|               | 2010 | 2013 | 2015 | 2016 | 2017 | 2018 | 2019 | 2020 | 2021 | 2022 |